# Jüdischer Friedhof (Nastätten)

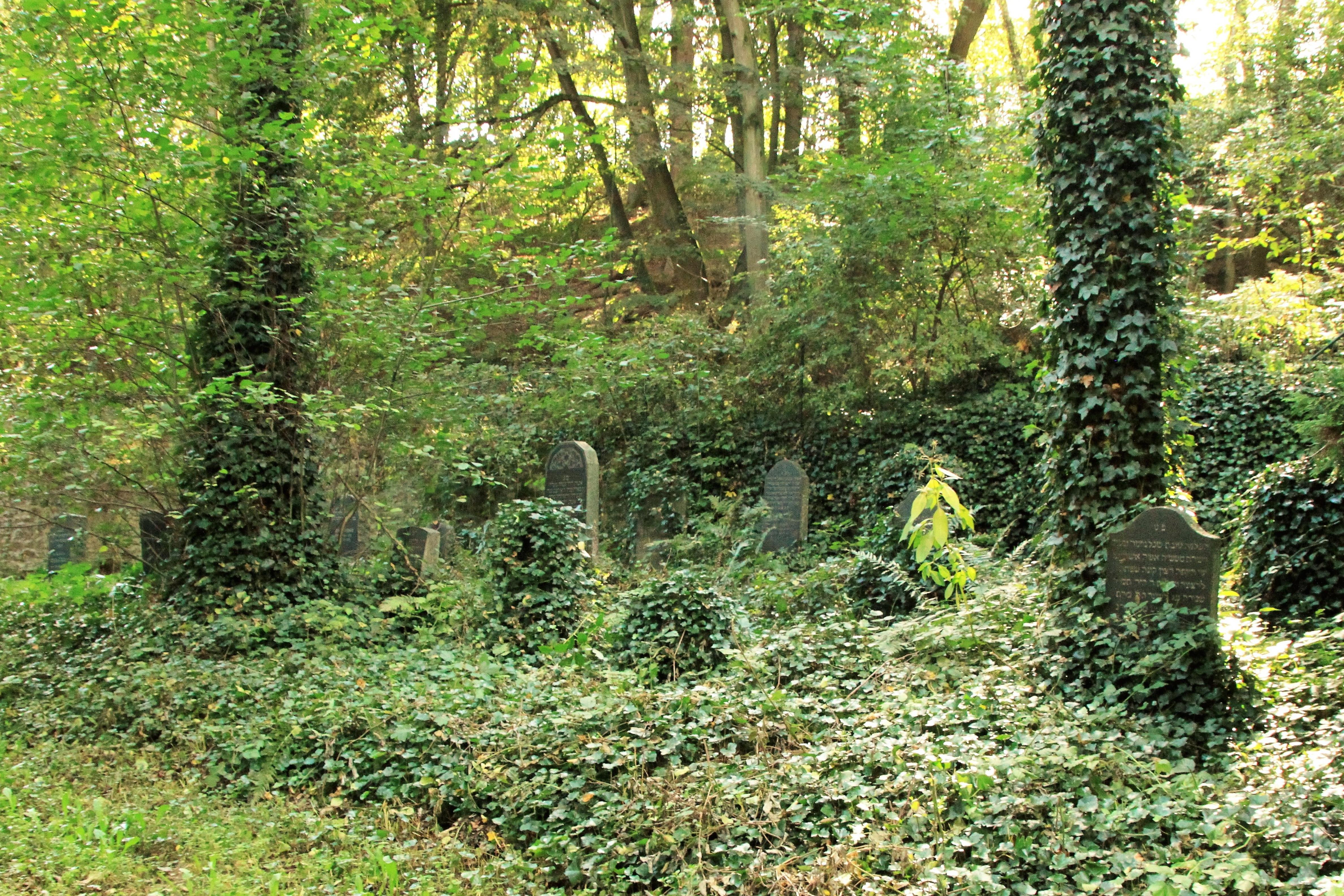
Jüdischer Friedhof in Nastätten

Der Jüdische Friedhof in Nastätten, einer Stadt im Rhein-Lahn-Kreis in Rheinland-Pfalz, wurde 1674 angelegt. Der jüdische Friedhof mit einer Fläche von 17,11 Ar befindet sich im Oranienwäldchen am Mühlbach an der Diethardter Straße. Er ist ein geschütztes Kulturdenkmal.
Der älteste noch erhaltene Grabstein stammt aus dem Jahr 1837. In der Zeit des Nationalsozialismus wurden die meisten Grabsteine abgeräumt. Heute sind noch 67 Grabsteine erhalten.